# 建盏

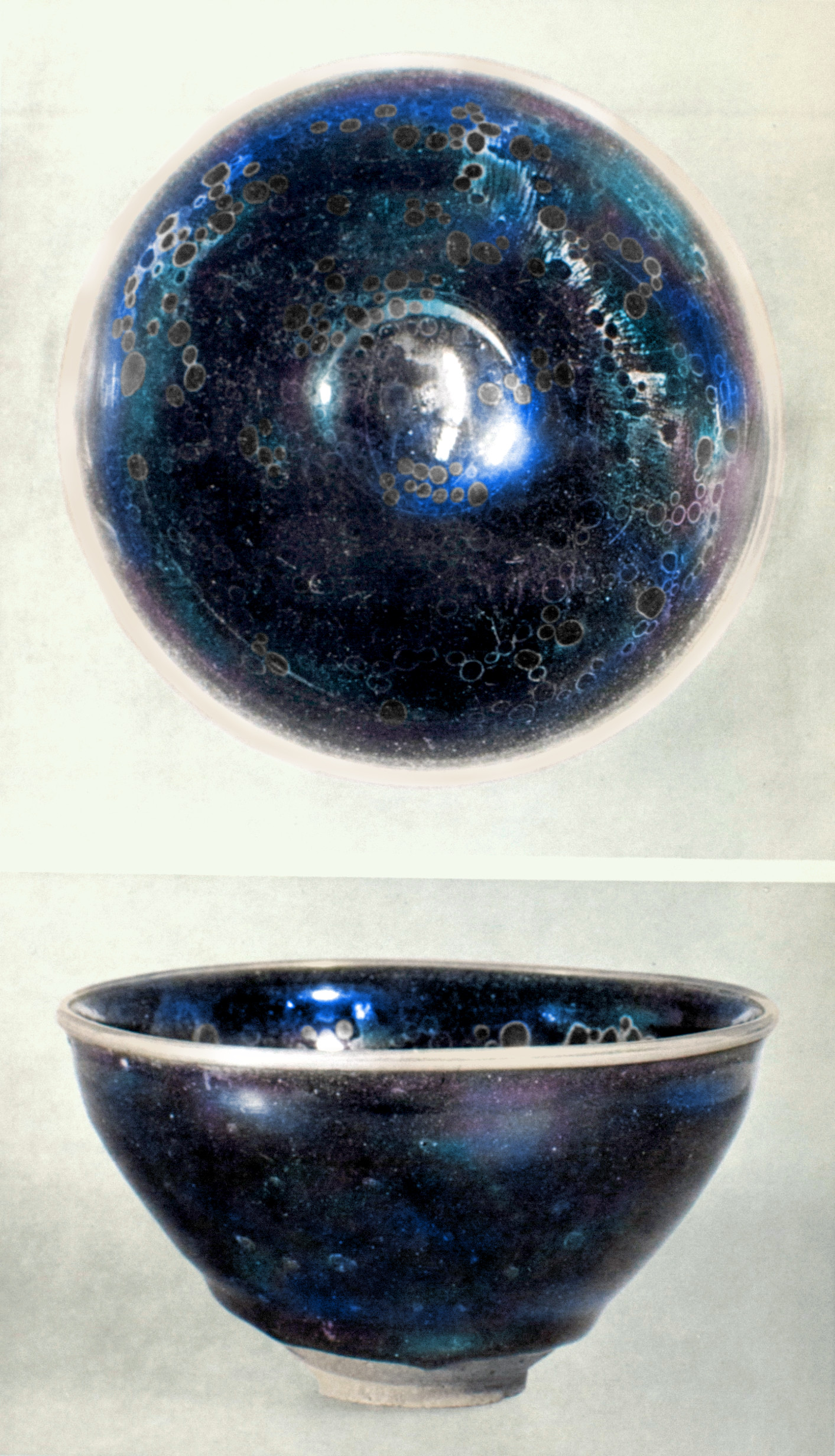
南宋时期的曜变天目建盏。曜变为建盏中至高无上的釉色，花纹多样而焕发彩虹异彩，极为罕见。烧制技艺失传多年，多藏于日本。

建盞是指建窯出產的茶盞，用福建建陽水吉一帶含鐵量較高的粘土為胎底燒製而成，建盞始烧于五代末北宋初年，初期出品以无斑纹通体乌黑的茶盏为主，称为“乌金釉盏”。北宋初年，由於建安被划为贡茶产区，建立了北苑茶园，建窯出產的的黑釉茶盏成為進貢給皇帝的貢品。至明代，由於飲茶習慣改變，建盞逐漸式微。至近年開始復興。建盏因其烧制工艺的特殊性，每一只盏的花纹、样式皆不相同，并且因不同茶种的冲泡的不同，建盏会随时间变换出各种不同的七彩花纹，因此养盏也逐渐在喝茶人群中风靡起来。
建盞和天目是兩個概念：建盞是中國原生的說法，指建窯燒制的黑釉茶盞。
建是建窯，盞是茶盞，也就是茶碗，兩個字把產地和器型都說得清楚明白，概念清晰，形容準確。
而把一些不同窯口、不同釉色的茶盞稱為「天目」，是來自日本的說法。它的定義具體指什麼，在日本本土就已經有爭議。
建盞和天目，是兩個不同的概念。前者表意準確，後者表意模糊。這裏不是在說「天目」不好，是說它對新人而言，確實存在較難逾越的理解鴻溝。
建盏，从宋代流传到日本后，被称为天目盏。